# Erzsébet Kol
Erzsébet Kol (Kolozsvár, 8 juillet 1897 - Budapest, 15 novembre 1980) est une botaniste, phycologue et professeure d'université hongroise. Elle est connue pour ses recherches sur les algues des neiges et des glaces, et ses recherches en cryobiologie.

## Biographie
Erzsébet Kol naît le 8 juillet 1897, à Kolozsvár, maintenant Cluj-Napoca en Roumanie transylvaine, alors ville appartenant au royaume de Hongrie. Elle fait ses études à l'université Ferenc József de cette ville. Ses études sont interrompues par la Première Guerre mondiale et la partition de la Hongrie, et elle les reprend à l'institut de botanique de l'université de Szeged, en Hongrie. Elle obtient son diplôme de sciences naturelles et de chimie à Szeged, en 1924, puis en 1925, un doctorat en botanique et chimie organique, summa cum laude et elle est qualifiée comme privatdozent en 1932. Elle est nommée professeure assistante à l'institut de botanique de l'université de Szeged en 1937. En 1930, elle participe aux activités de plusieurs laboratoires, à l'Institut botanique de l'université de Genève dirigé par Robert Chodat, et à l'université de Fribourg, en Allemagne, dans le laboratoire de Friedrich Oltmanns. Elle publie plusieurs articles sur la flore suisse, notamment la flore nivale, en français et en allemand en 1931.
Elle obtient en 1930 la médaille Bugát Pál des associations hongroises de naturalistes. Elle se spécialise sur les algues des neiges et de la glace,. Elle remporte en 1930 le bourse Crusade de l'American Association of University Women d'un montant de 1 500 $, qui lui permet d'effectuer un séjour de six mois aux États-Unis. Durant ce séjour, elle finance un voyage d'études complémentaires en Alaska grâce à une bourse de la Smithsonian Institution, d'un montant de 700 $. Elle collecte la microvégétation des champs de neige et des glaciers en Amérique du Nord, atteignant des endroits cryobiologiquement importants au Canada et en Alaska.
Elle est professeure de botanique à l'université Babeș-Bolyai de Cluj-Napoca en Roumanie de 1940 à 1948, puis en 1948, elle rejoint le département de botanique du musée hongrois d'histoire naturelle de Budapest. Elle poursuit ses recherches en cryobiologie et publie des articles sur les algues des neiges dans les Carpates, les Alpes et les monts Rila, en Albanie et en Grèce. Elle publie en 1968 une somme de ses recherches sous le titre Kryobiologie, qui constitue le 24e volume de la série Die Binnengenwasser. Elle s'est également intéressée aux algues du lac Balaton ou encore du Bakony. Elle prend sa retraite en 1969. Elle prépare une monographie sur les Desmidiales hongroises destinée aux hydrobiologistes, l'ouvrage reste inachevé à sa mort, en 1980, et est publié par Lajos Felföldy en 1981.
Le genre d'algues Koliella est nommé en son honneur.

## Publications
- (en) Erzsébet Kol et Judy A. Peterson, « 6. Cryobiology », dans Geoffrey S. Hope, James A. Peterson, Ian Allison et Uwe Radok, The Equatorial Glaciers of New Guinea : Results of the 1971-1973 Australian Universities' Expeditions to Irian Jaya: survey, glaciology, meteorology, biology and palaeoenvironments, Rotterdam, A.A. Balkema, 1976, XII-244 p. (ISBN 90-6191-012-9, BNF 37746611, présentation en ligne, lire en ligne [PDF]), p. 83
- « Some new snow algae from North America », Journal of the Washington Academy of Sciences, vol. 28, no 2,‎ 1938, p. 55-58 (lire en ligne, consulté le 27 novembre 2021).
- [récit biographique] (hu) Tiszaparttól Alaszkáig [De Tiszapart à l'Alaska], Budapest, Királyi Magyar Természettudományi Társulat, 1940, 318 p..
- « The Green Snow of Yellowstone National Park », American Journal of Botany, vol. 28, no 3,‎ 1941, p. 185-191 (lire en ligne, consulté le 27 novembre 2021).
- « Snow and Ice Algae of Alaska », Smithsonian Miscellaneous Collections, vol. 101, no 16,‎ 1942, p. 1-36.
- « The microvegetation of a small ice-cave in Hungary », International Journal of Speleology, vol. 1,‎ 1964, p. 19-24 (lire en ligne, consulté le 28 novembre 2021).